# Edward Porter Alexander
Edward Porter Alexander né le 26 mai 1835 à Washington, Géorgie et mort le 28 avril 1910 à Savannah, est un officier confédéré lors de la guerre de Sécession.
Il a d'abord servi comme officier dans l'armée des États-Unis et plus tard, pendant la guerre de Sécession (1861-1865), dans l'armée confédérée, s'élevant au rang de général de brigade. Alexander est l'officier responsable du bombardement d'artillerie massif précédant la Charge de Pickett, au troisième jour de la bataille de Gettysburg. Il est également connu pour son utilisation novatrice des signaux et des ballons d'observation durant cette bataille.
Après la guerre civile, il enseigne les mathématiques à l'Université de Caroline du Sud à Columbia, s'établit un temps au Nicaragua et écrit de nombreux mémoires et analyses sur la guerre, qui reçoivent de nombreux éloges pour leur perspicacité et leur objectivité. Ses mémoires, Military Memoirs of a Confederate, ont été publiés en 1907. Un compte rendu personnel détaillé de sa formation militaire et de sa participation à la guerre civile a été redécouvert après sa mort et publié en 1989 sous le titre Fighting for the Confederacy .

## Biographie

### Avant la guerre
Edward Porter Alexander, connu de ses amis sous le nom de Porter, est né à Washington, en Géorgie, dans une riche et importante famille de planteurs du Sud d'Antebellum. Il est le sixième des dix enfants d'Adam Leopold Alexander et de Sarah Hillhouse Gilbert Alexander.
Edward Porter Alexander est diplômé de l'académie militaire de West Point en 1857. Il est troisième de sa classe de 38 cadets, et est breveté sous-lieutenant du génie.
Alexander rencontra Bettie Mason en 1859 et l'épouse le 3 avril 1860. Ils auront six enfants : Bessie Mason (née en 1861), Edward Porter II et Lucy Roy (jumeaux, nés en 1863), une fille sans nom (1865), Adam Leopold (1867) et William Mason (1868).

### Guerre de Sécession
Après avoir appris la sécession de son État natal la Géorgie, Alexander démissionne de l'armée américaine le 1er mai 1861 pour rejoindre l'armée confédérée en tant que chief engineer (Chef mécanicien).
Lors de la première bataille de Bull Run, Alexander entre dans l'histoire en étant le premier à utiliser des drapeaux de signalisation pour transmettre un message lors d'un combat sur une longue distance.
Durant les premiers jours de la campagne de la péninsule de 1862, Alexander est chef de l'artillerie sous les ordres de Joseph E. Johnston, mais il combat également lors de la bataille de Williamsburg, sous les ordres du major général James Longstreet. Lorsque le général Robert E. Lee prend le commandement de l'armée confédéré, Alexander est chargé de l'artilleries prépositionnées lors de la bataille de sept jours. Alexander poursuit en parallèle son activité de renseignements en se portant volontaire pour monter dans un ballon d'observation lors de la Bataille de Gaines's Mill le 27 juin, montant observer plusieurs fois le terrain et revenant avec des renseignements précieux concernant la position de l'armée de l'Union.
Porter Alexander est surtout connu comme un artilleur, et joue un rôle de premier plan dans de nombreuses batailles importantes de la guerre. Il sert dans différents régiments d'artillerie pour le premier corps de l'armée de Virginie du Nord de Longstreet, à partir du 7 novembre 1862. Il est promu colonel le 5 décembre 1862 .

#### Canonnade de Gettysburg
Lors de la bataille de Gettysburg, l'artillerie confédérée est surpassée en nombre de pièces, en entraînement au tir et surtout en qualité et en quantité de munitions. Alexander, alors âgé de 28 ans, est chargé de préparer l'artillerie pour la Charge de Pickett et d'évaluer les chances de succès de celle-ci.

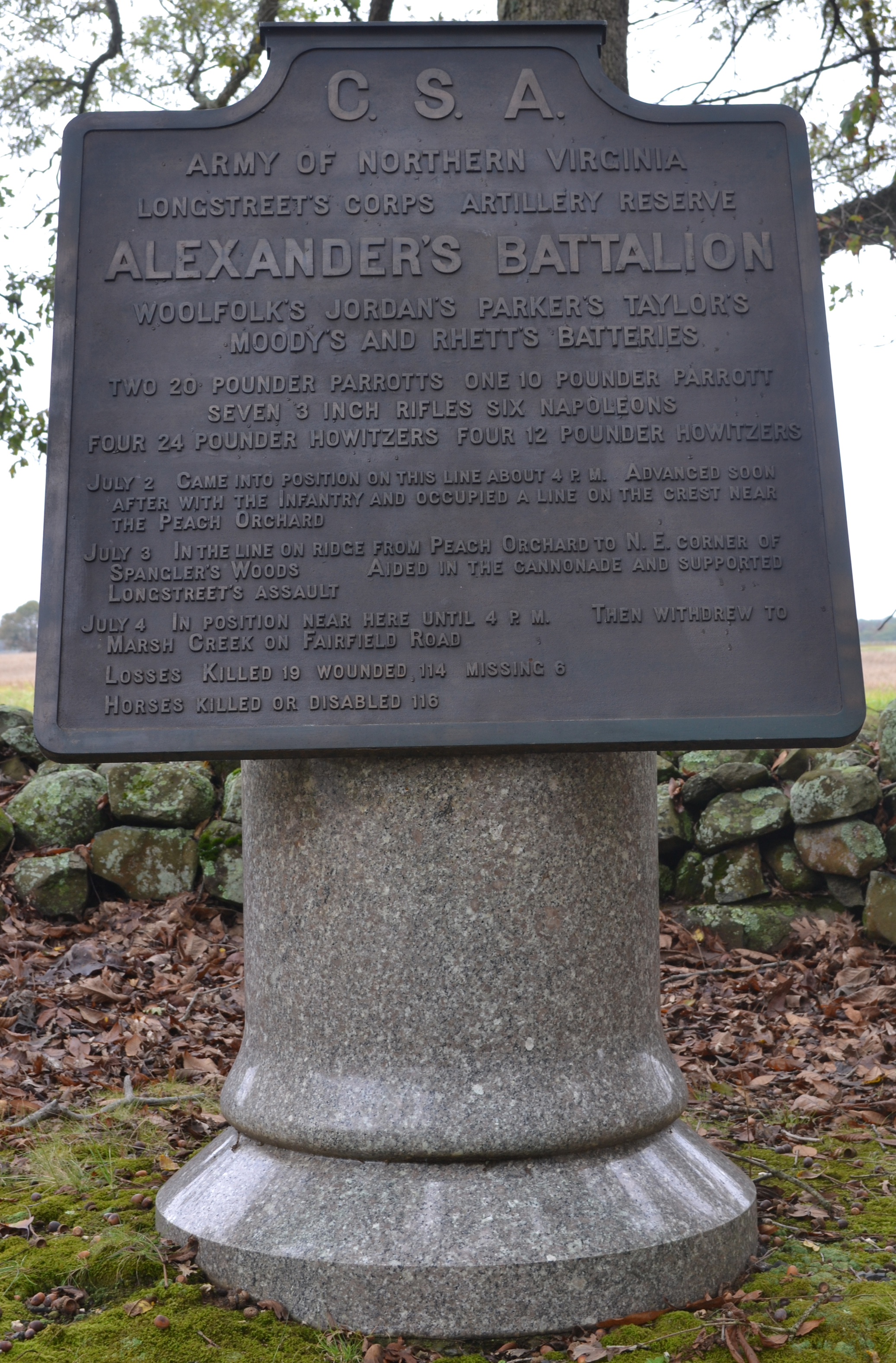
Le monument rendant hommage au bataillon Alexander au parc militaire national de Gettysburg, au sud-ouest de Gettysburg.

Le bombardement de deux heures est le plus important de la guerre. Les importantes explosions à l'arrière de la ligne de l'Union, ajouté aux canons de l'Union qui cessèrent de tirer de manière trompeuse, ont donné l'impression aux confédéré que l'artillerie ennemie était détruite. Cependant, alors que la charge commence, les canons de l'Union recommencent à tirer et infligent de graves pertes aux assaillants. Dans ses mémoires, Alexander déplore qu'un duel d'artillerie effectué plus tôt dans la bataille ait déjà gaspillé beaucoup de munitions sur la quantité limitée dont disposaient les confédérés, et l'impossibilité de concentrer toute l'artillerie confédérée présente pour le bombardement.
Dans ses mémoires, Alexander accuse Lee d'avoir commis des erreurs fondamentales à Gettysburg, car la position de l'Union sur les hauteurs était trop forte pour qu'une attaque soit recommandable, et Lee avait ordonné l'assaut contre le centre, ce qui impliquait l'avancée des confédérés pendant les trois quarts de la journée alors qu'ils étaient sous le feu ennemi pendant qu'ils se rapprochaient de la ligne de l'Union.

#### Or confédéré
L'or confédéré fait référence aux caches cachées d'or perdues après la Guerre de Sécession. Des millions de dollars d'or ont été perdus ou ont disparu après la guerre, et l'emplacement possible de cet or a été la source de spéculations de nombreux historiens et chasseurs de trésors. Depuis la fin de la guerre civile, les histoires sur l'or confédéré et de sa vaste richesse ont été racontées et amplifiées. L'une de ces histoires implique Alexander. Il aurait aidé à organiser des équipes de recherche dans les comtés de Lincoln et de Wilkes. Alexander et des représentants bancaires auraient rapidement localisé une partie de l'or chez des voisins d'Alexander dans le comté de Wilkes et les ont persuadés de rendre l'argent qui appartenait aux épouses et aux enfants des vétérans confédérés. Avec l'aide d'Alexander, les responsables de la banque ont finalement récupéré quelque 111 000 $ de l'argent volé. L'ancien responsable du cabinet confédéré, Robert Toombs, a également remis 5 000 dollars qui, intentionnellement ou accidentellement, avaient été jetés dans sa cour à Washington.

### Après la guerre
Après la reddition, Alexander envisage brièvement  de rejoindre l'armée impériale brésilienne.Constatant qu'il ne désirait pas mener la vie de planteur en Géorgie, il a enseigne les mathématiques à l'Université de Caroline du Sud à Columbia, puis occupe des postes de direction au sein du Charlotte, Columbia and Augusta Railroad (en)  , du Savannah and Memphis Railroad (en), du Louisville and Nashville Railroad  et à la fin des années 1880 il entre à la Central Rail Road and Banking Company of Georgia ou il travaillera jusqu'en 1891. Alors qu'il travail au sein du Savannah and Memphis Railroad, il prend la décision de faire passer le chemin de fer à travers Youngsville, Alabama. Youngsville a ensuite été rebaptisé Alexander City en son honneur.
Alexander était membre des conseils de navigation sur le fleuve Columbia, dans l'Oregon, et sur le canal maritime entre les baies de Chesapeake et du Delaware, de 1892 à 1894. Il se lie d'amitié avec Grover Cleveland et les deux passent de nombreuses heures à chasser les canards sur le domaine d'Alexander. En mai 1897, le président Cleveland nomme Alexander comme arbitre de la commission chargée de fixer et de délimiter la frontière entre les républiques du Nicaragua et du Costa Rica, en vue de la construction éventuelle d'un canal interocéanique creuser à travers l'Amérique centrale. Alexander passe deux ans à la tête de cette commission, dont le siège se trouvait dans le village côtier de Greytown (aujourd'hui San Juan de Nicaragua). Il termine les travaux à la satisfaction des deux gouvernements et retourne aux États-Unis en octobre 1899.
Sa femme Bettie tombe malade alors qu'il est au Nicaragua, elle meurt peu après son retour, le 20 novembre 1899. En octobre 1901, il épouse Mary Mason, la nièce de sa première femme.
Alexander fut choisi pour prononcer le discours des vétérans confédérés lors du Alumni Day (Journée des anciens) lors de la célébration du centenaire à l'Académie militaire des États-Unis le 9 juin 1902. Le discours fut si bien accueilli qu'il fut réimprimé dans son intégralité dans l'édition du 15 juin 1902 du New York Times. Le Times a qualifie le discours de « decidedly the feature of Alumni Day » (« véritablement caractéristique du Alumni Day »). Dans l'audience été présent, le président Theodore Roosevelt ainsi que l'ancien commandant d'Alexander, le général Longstreet.
Après la guerre, Alexander devient un auteur très respecté. Il écrit de nombreux articles de magazines et publie ses Military Memoirs of a Confederate: A Critical Narrative (1907), salués par Douglas Southall Freeman comme « altogether the best critique of the operations of the Army of Northern Virginia. » (« la meilleure critique des opérations de l'armée de Virginie du Nord »).

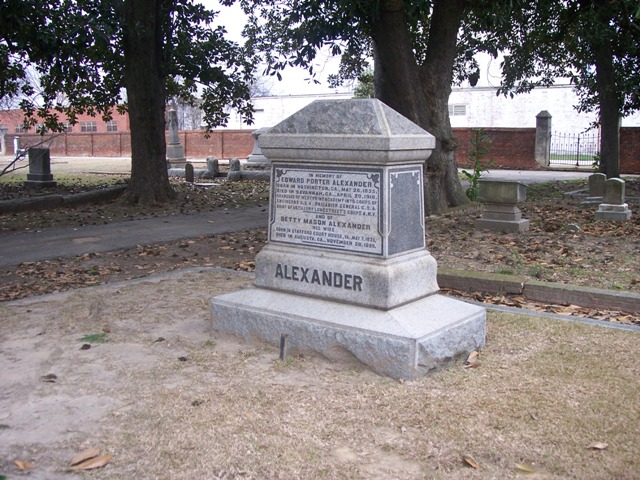
Tombe d'Edward Porter Alexander cimetière de Magnolia de la ville d'Augusta.

Edward P. Alexander subit un accident vasculaire cérébral en janvier 1910, suite un diagnostic artériosclérose, il est admis à l'hôpital Johns Hopkins. Il tombe dans le coma le 27 avril et meurt le lendemain à Savannah. Il est enterré dans le cimetière de Magnolia de la ville d'Augusta,.

## Dans la culture populaire
Edward Porter Alexander a été interprété par James Patrick Stuart dans le film Gettysburg de 1993 et son préquel de 2003 Gods and Generals.